# Pelicà del Perú
El pelicà del Perú (Pelecanus thagus) és una espècie d'ocell de la família dels pelecànids (Pelecanidae). S'ha considerat coespecífic del pelicà bru. Habita costes, estuaris i badies des del Perú fins al sud de Xile. El seu estat de conservació es considera gairebé amenaçat.